# Mühlkreis Autobahn
De Mühlkreis Autobahn is een Oostenrijkse snelweg met het wegnummer A7. De snelweg loopt vanaf het knooppunt Linz ten zuiden van de stad Linz tot het dorp Unterweitersdorf in het Mühlviertel, een regio in het noordwesten van het land. Oorspronkelijk was het de bedoeling dat de snelweg doorgetrokken zou worden tot aan de Tsjechische grens bij het dorp Wullowitz, maar de weg is slechts tot aan Unterweitersdorf aangelegd. Inmiddels is vanaf daar de Mühlviertler Schnellstraße (S10) aangelegd.

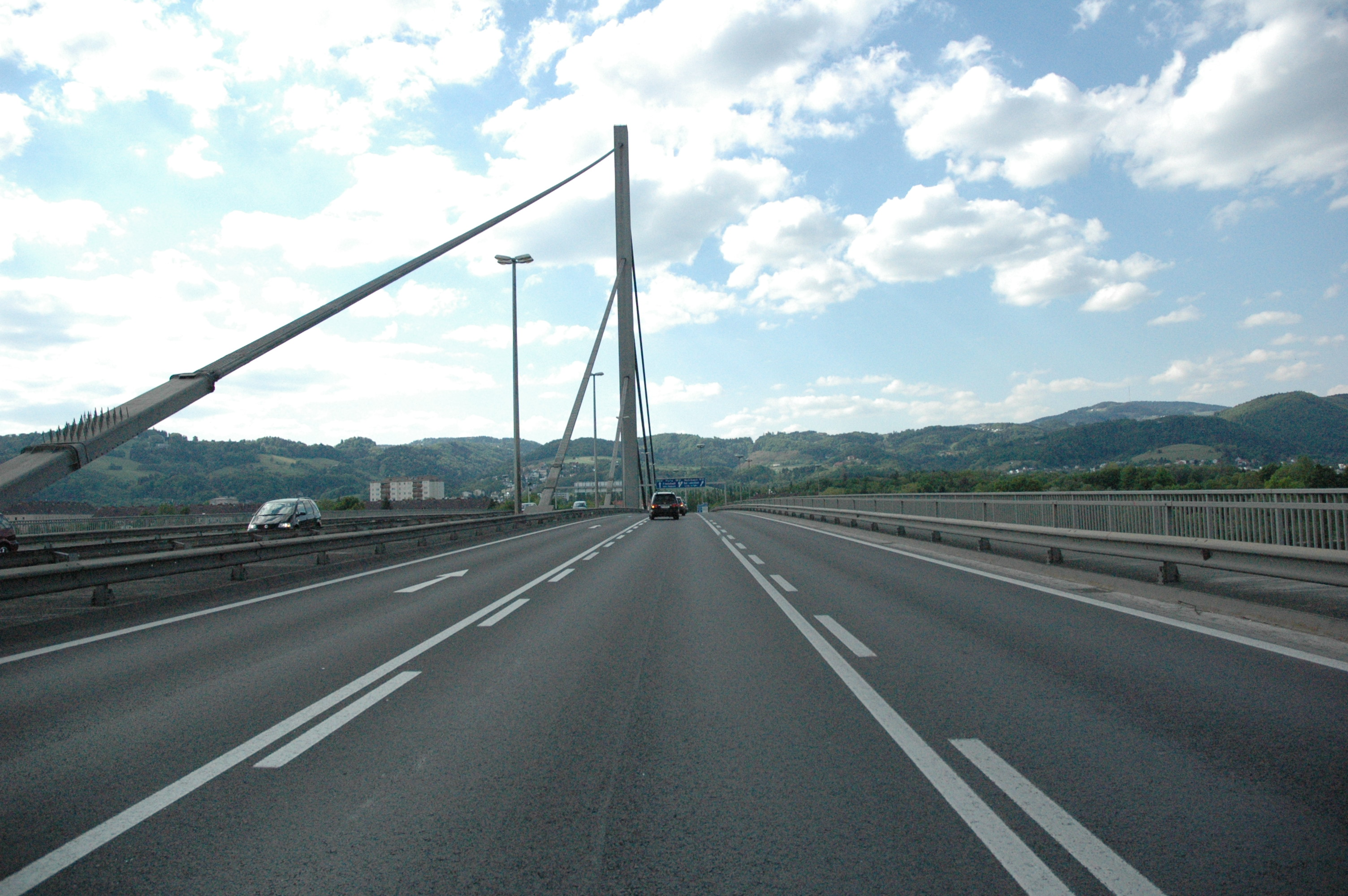
Hangbrug over de Donau in Linz

Autobahnen: A1 · A2 · A3 · A4 · A5 · A6 · A7 · A8 · A9 · A10 · A11 · A12 · A13 · A14 · A21 · A22 · A23 · A24 · A25 · A26
Schnellstraßen: S1 · S2 · S3 · S4 · S5 · S6 · S7 · S8 · S10 · S16 · S18 · S31 · S33 · S34 · S35 · S36 · S37